# Alberta (Minnesota)
Alberta – miasto w Stanach Zjednoczonych, w stanie Minnesota, w hrabstwie Stevens.